# تهاراد
تهاراد (به انگلیسی: Tharad) یک منطقهٔ مسکونی در هند است که در بخش باناسکانتا واقع شده‌است. تهاراد ۲۷٬۹۵۴ نفر جمعیت دارد و ۱۰ متر بالاتر از سطح دریا واقع شده‌است.